# Mandy Leon
Amanda Leon (nacida el 3 de marzo de 1992) es una luchadora profesional estadounidense, más conocida bajo el nombre de Mandy Leon que actualmente trabaja para Ring of Honor. Leon también ha trabajado como modelo, actriz y bailarina.

## Inicios
Leon nació en Brooklyn, Nueva York, pero creció tanto en Lancaster como en Harrisburg, Pensilvania. Es de ascendencia puertorriqueña, cubana, italiana y francesa.

## Carrera

### Ring of Honor (2014-presente)
Leon hizo su debut en la lucha libre profesional el 18 de abril de 2014, en un esfuerzo perdido ante Jenny Rose. En ROH Future Of Honor #1 en Newville, Pensilvania. Tres meses después, Leon perdió en una lucha por equipos contra Jenny Rose y Veda Scott en el evento ROH Future Of Honor #2.
El 25 de julio de 2015, Leon ganó su primer combate por Ring of Honor al derrotar a Deonna Purrazzo en un dark match. Durante el ROH Reloaded Tour, León perdió ante Taeler Hendrix. Más tarde ese año, Leon y Sumie Sakai derrotaron a Purrazzo y Hania "The Howling Huntress" obteniendo su segunda victoria en un dark match. El 6 de febrero de 2016, Leon luchó en su primer combate televisivo para Ring Of Honor. En un esfuerzo perdido ante Hania the Howling Huntress en ROH en SBG #249 - Women of Honor Special. Leon la derrotó en una revancha el 8 de julio de 2016.
Después de terminar su programa con Hania, Leon entró en una rivalidad con Taeler Hendrix. Los dos lucharon en un oscuro combate del episodio del 30 de julio de ROH Television. León se llevó la victoria, pero fue atacado por Hendrix después del partido. Los dos luego se pelearon entre bastidores. Semanas más tarde, León acudió en ayuda de Deonna Purrazzo, que estaba siendo atacada por Hendrix. Esto llevó a una pelea de parejas entre los tres, así como a un compañero misterioso para Taeler, en Lockport, Nueva York, que vio a Leon inmovilizado por el compañero de Hendrix, Jessicka Havok, después de que Hendrix la perforara con una silla de acero. Todos estos eventos llevaron a Leon y Hendrix a enfrentarse en el primer combate sin descalificación en la historia de Women of Honor en ROH en SBG # 276, con Hendrix saliendo en la cima después de golpear su finalizador Kiss Goodnight en una pila de sillas, después de que Leon decidió para no golpear a Hendrix con uno ella misma. Debido a esta pérdida, Leon se encontró tratando de ir a "un lugar más oscuro", volviéndose notablemente más agresiva en sus partidos. Desafortunadamente, la disputa se truncó cuando a Hendrix se le concedió su liberación de Ring of Honor. Para descartarla, Leon entregó al comentarista de ROH Ian Riccaboni una carta del tarot de la muerte y dijo que la División de WOH había sido limpiada de deshonra. Leon también lucharía por su combate esa noche con sangre salpicada en su cuerpo.
En marzo de 2017, Leon fue derrotado por Sumie Sakai en un combate a tres bandas que también incluyó a Jenny Rose, al tiempo que mostró una personalidad de talón y recurrió a tácticas malvadas durante el combate. En las grabaciones de televisión del 12 de noviembre, Leon derrotó a Stella Gray en acción individual.
Más tarde, Leon fue anunciada como una de las participantes en el Torneo de Campeonato de Mujeres de Honor en 2018. Derrotó a Madison Rayne en la primera ronda, pero fue derrotada por Kelly Klein en los cuartos de final.
En la G1 Supercard, Leon se unió a la debutante Angelina Love & Velvet Sky para formar un establo conocido como "The Allure". El trío atacó a Kelly Klein, quien acababa de ganar el campeonato contra Mayu Iwatani, así como a Jenny Rose y Stella Gray que intentaron salvar a Klein, volviéndose heel.

### WWE (2014-2015)
Leon hizo numerosas apariciones en la televisión de la WWE en 2014 y 2015 como "Rosebud" para Adam Rose. En enero de 2015, se informó que Leon participó en un campamento de prueba de la WWE en el WWE Performance Center en Orlando.

### World Wonder Ring Stardom (2017)
El 19 de agosto de 2017, Leon hizo su debut en la empresa japonesa World Wonder Ring Stardom, participando en el 5★Star GP 2017 y derrotando al Campeona Mundial de Stardom Io Shirai en su primera lucha. Su siguiente salida fue una derrota ante Jungle Kyona. Sin embargo, Leon se recuperó de esto, derrotando a nombres como Toni Storm y HZK antes de perder ante Kay Lee Ray. Los últimos dos luchas de Leon en el torneo la vieron derrotar a Tam Nakano y sufrir una derrota inesperada ante Konami.

## Campeonatos y logros
- Keystone Pro Wrestling
  - KPW Vixen Championship (2 veces)

- The Ultimate Wrestling Experience
  - UWE Women's Championship (1 vez)

- Vicious Outcast Wrestling
  - VOW Vixen's Championship (1 vez)